# Onderdoorgang Amstelstroomlaan
De Onderdoorgang Amstelstroomlaan (ODG Amstelstroomlaan) is een bouwkundig kunstwerk in Amsterdam-Oost in het verlengde van de Amstelstroomlaan.
Het is een metro- annex spoorbug die de verbinding moet leggen tussen de woonwijken Overamstel (Spaklerweg) en het Bajes Kwartier/Weespertrekvaartbuurt (H.J.E. Wenckebachweg). Deze werden tot 2020 gescheiden door een dijklichaam waarop de spoorlijn Amsterdam-Utrecht (sinds 1939) wordt verzorgd alsmede de Amsterdamse metrolijnen Metrolijn 53 (Gaasperplaslijn) en Metrolijn 54 (Geinlijn) (sinds 1977). Voorbereidende werkzaamheden, onder andere bestaand uit het bouwen van tunneldelen, werden uitgevoerd aan de oostzijde toen de terreinen van de af te breken Bijlmerbajes daartoe voldoende ruimte boden. Dit had tot gevolg dat er aan de bewoonde westelijke zijde van het dijklichaam relatief weinig geluidsoverlast te constateren was. Dat is voorbij wanneer in de tweede helft van juli 2020 de doorbraak wordt gerealiseerd, de spoor- en metrorails/apparatuur worden verwijderd, de overspanning wordt opgetrokken en vervolgens het herstel van de verwijderde apparatuur worden geplaatst. In het weekend van 2 augustus was alles herplaatst.
Het ontwerp is van A&E Architecten; het wordt/werd uitgevoerd onder supervisie van ProRail, die samen met de gemeente Amsterdam ook de opdrachtgever is. De aanbesteedsom werd vastgesteld op bijna 16 miljoen euro. Bij de bouw moest rekening gehouden worden met het instromen van voldoende daglicht. De zijwanden van de onderdoorgang zullen bekleed worden met baksteen in een golvend motief. Door aan beide zijden verjongingen toe te passen worden verkeersdeelnemers als het ware de tunnel ingelokt, aldus de visie van de architecten.
Gedurende de werkzaamheden wordt er aan het westelijk eind van de Amstelstroomlaan gebouwd aan een verkeersbrug over de Duivendrechtsevaart naar de Joan Muyskenweg. 

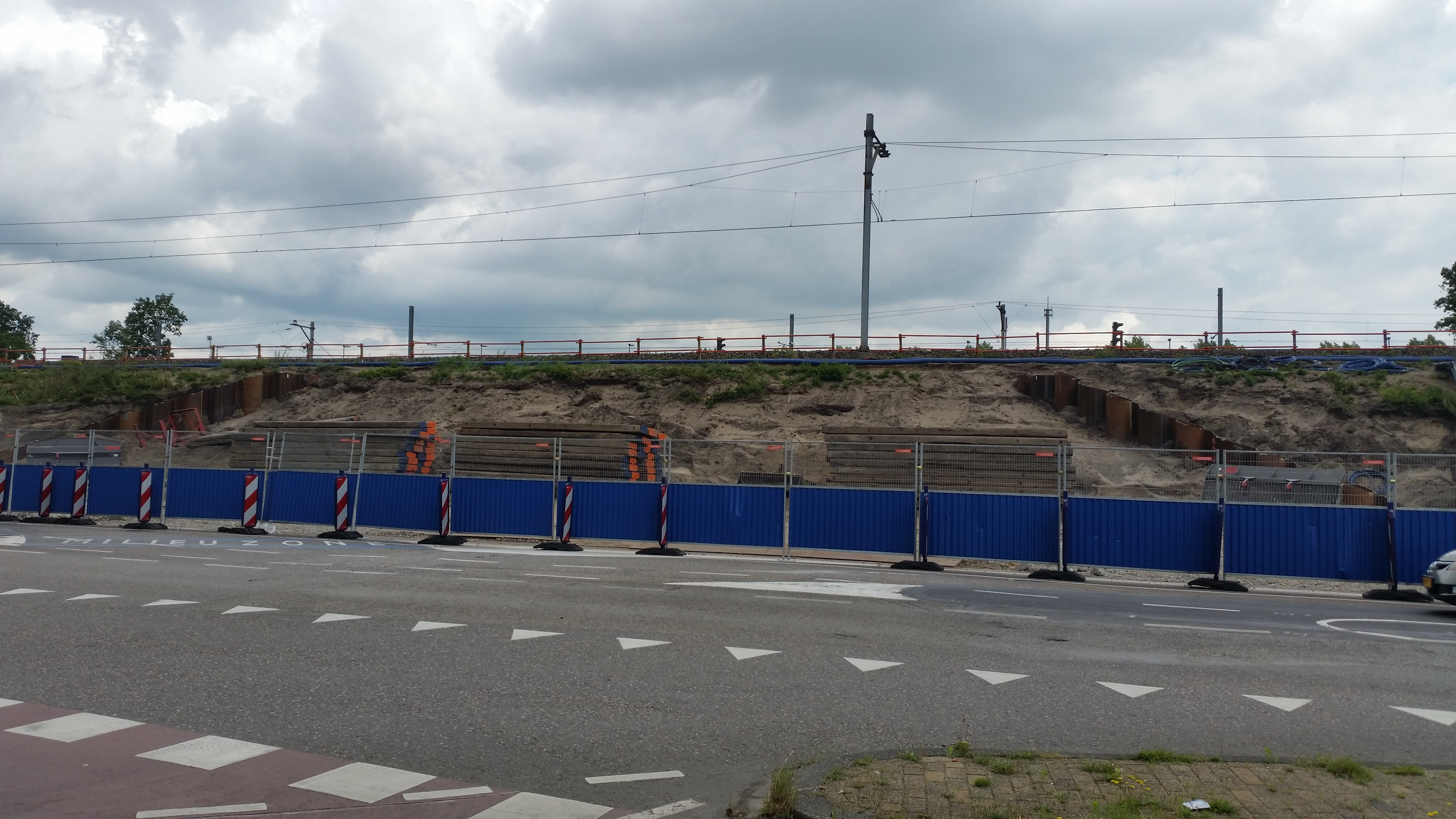
Afgraving ten behoeve van Onderdoorgang Amstelstroomlaan tussen twee damwanden (juli 2020)

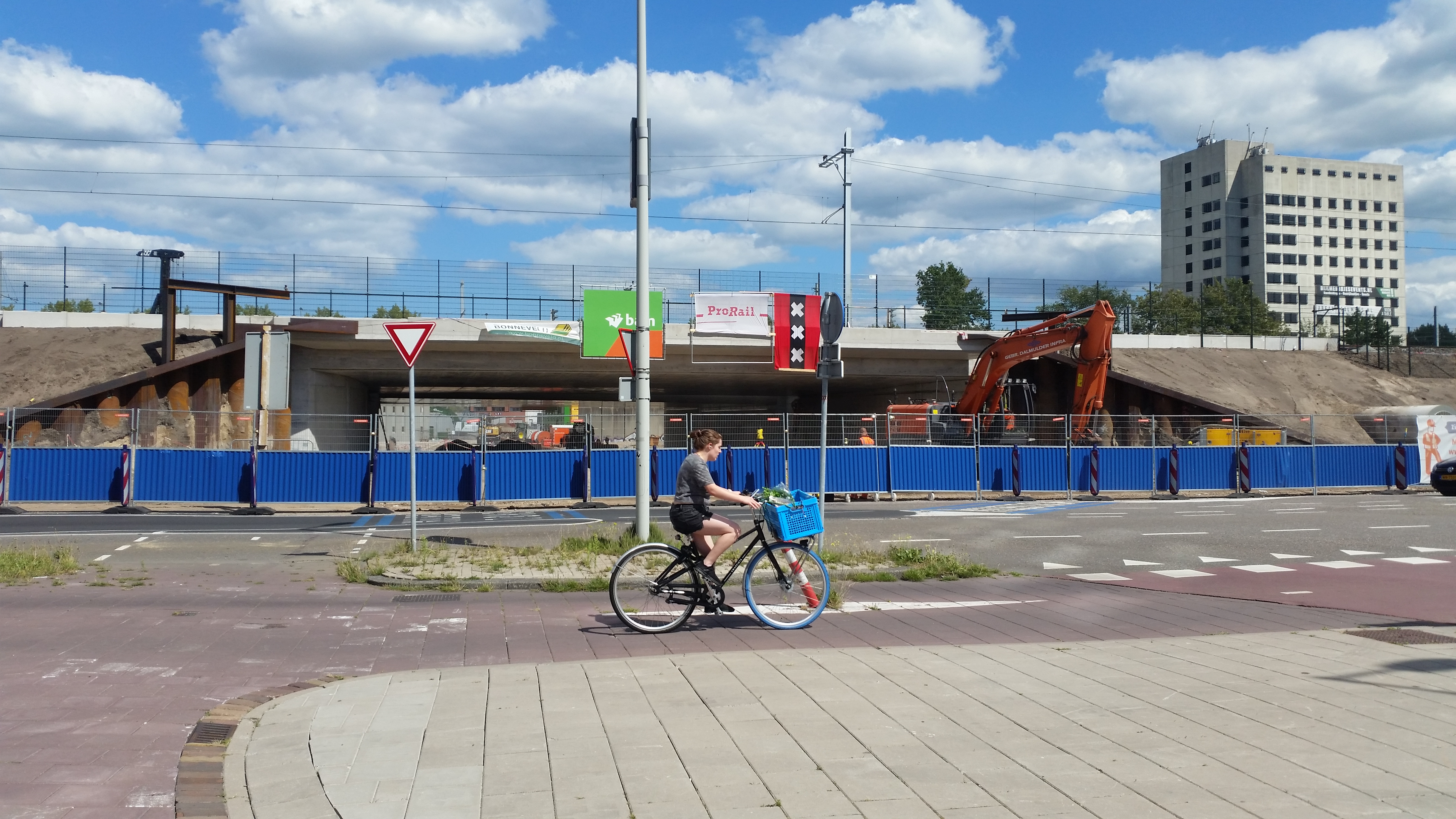
Onderdoorgang (4 augustus 2020)